# Lemme des bergers
Ne doit pas être confondu avec Lemme de Berge.
En mathématiques, le lemme des bergers, ou principe des bergers est une propriété combinatoire.
Il peut s'énoncer au niveau élémentaire par :
Lemme des bergers — Si un ensemble E possède une partition en p sous-ensembles contenant chacun r éléments, alors E contient p × r éléments.
L'appellation « lemme des bergers » provient de la situation suivante : un berger ne voyant que les pattes de ses moutons pourra déterminer le nombre d'animaux en divisant le nombre de pattes par quatre.

Représentation schématique du Lemme des bergers pour une fonction f allant de X (ensemble des pattes de mouton) à Y (ensemble des moutons).

On peut utiliser ce lemme si on connaît le nombre d'éléments de E, un des nombres p et r étant connu mais pas l'autre, on en déduit celui des nombres p et r qu'on ne connaissait pas : il suffit de diviser le nombre d'éléments de E par p ou r suivant les cas.
Une version plus abstraite et plus générale de ce principe s'énonce comme suit, en désignant par f -1( { y } ) l'ensemble des antécédents d'un élément y par une application f :
Principe des bergers — Étant donnés deux ensembles quelconques X et Y, de cardinaux respectifs a et b, et une surjection f : X → Y telle que les ensembles f -1( { y } ), pour y élément de Y, aient tous le même cardinal c, alors on a  a = b × c.

## Note et référence
1. 1 2  N. Bourbaki, Éléments de mathématique : Théorie des ensembles [détail des éditions], partie III, § 5, no 8, proposition 9, p. III.41, aperçu sur Google Livres.
2. ↑  J.-P. Marco et al., Mathématiques L1: Cours complet avec fiches de révision, Pearson, 2013 (lire en ligne), p. 98.